# オクタヴィアン・アブルダン
オクタヴィアン・アブルダン（Octavian Abrudan, 1984年3月16日 - ）は、ルーマニアの元サッカー選手。現役時代のポジションはDFでセンターバック。

## 来歴
1999年、FCウニヴェルシタテア・クルジュにてデビューを果たし、ACFグロリア1922・ビストリツァに移籍、トップリーグでデビュー。FCブラショフでも守備陣の中心選手として活躍し、2010-11シーズンより名門ステアウア・ブカレストへ移籍した。